# Lilaeopsis brasiliensis
Lilaeopsis brasiliensis är en flockblommig växtart som först beskrevs av Auguste François Marie Glaziou, och fick sitt nu gällande namn av James Affolter. Lilaeopsis brasiliensis ingår i släktet kryptungesläktet, och familjen flockblommiga växter. Inga underarter finns listade i Catalogue of Life.

## Bilder

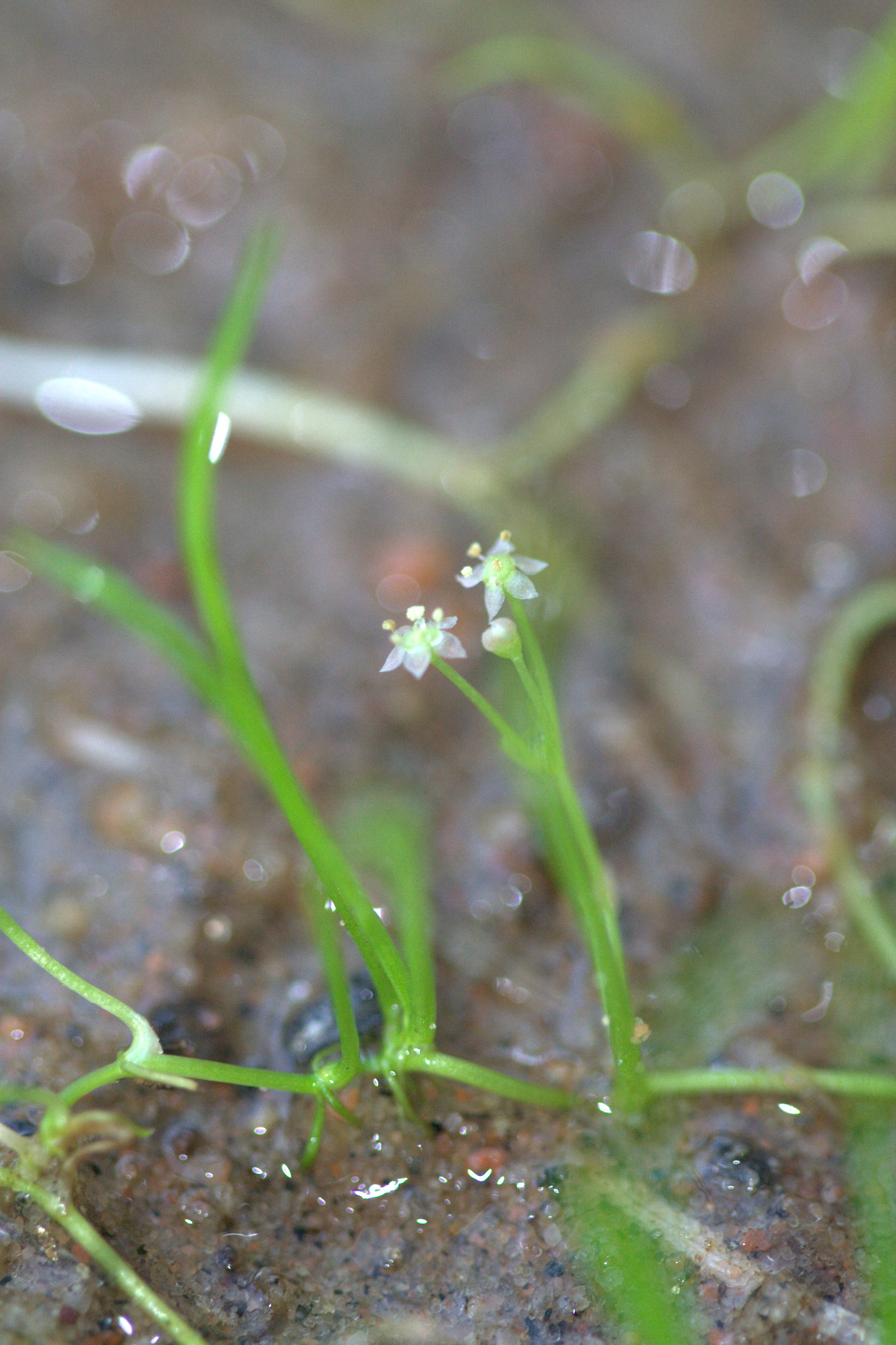
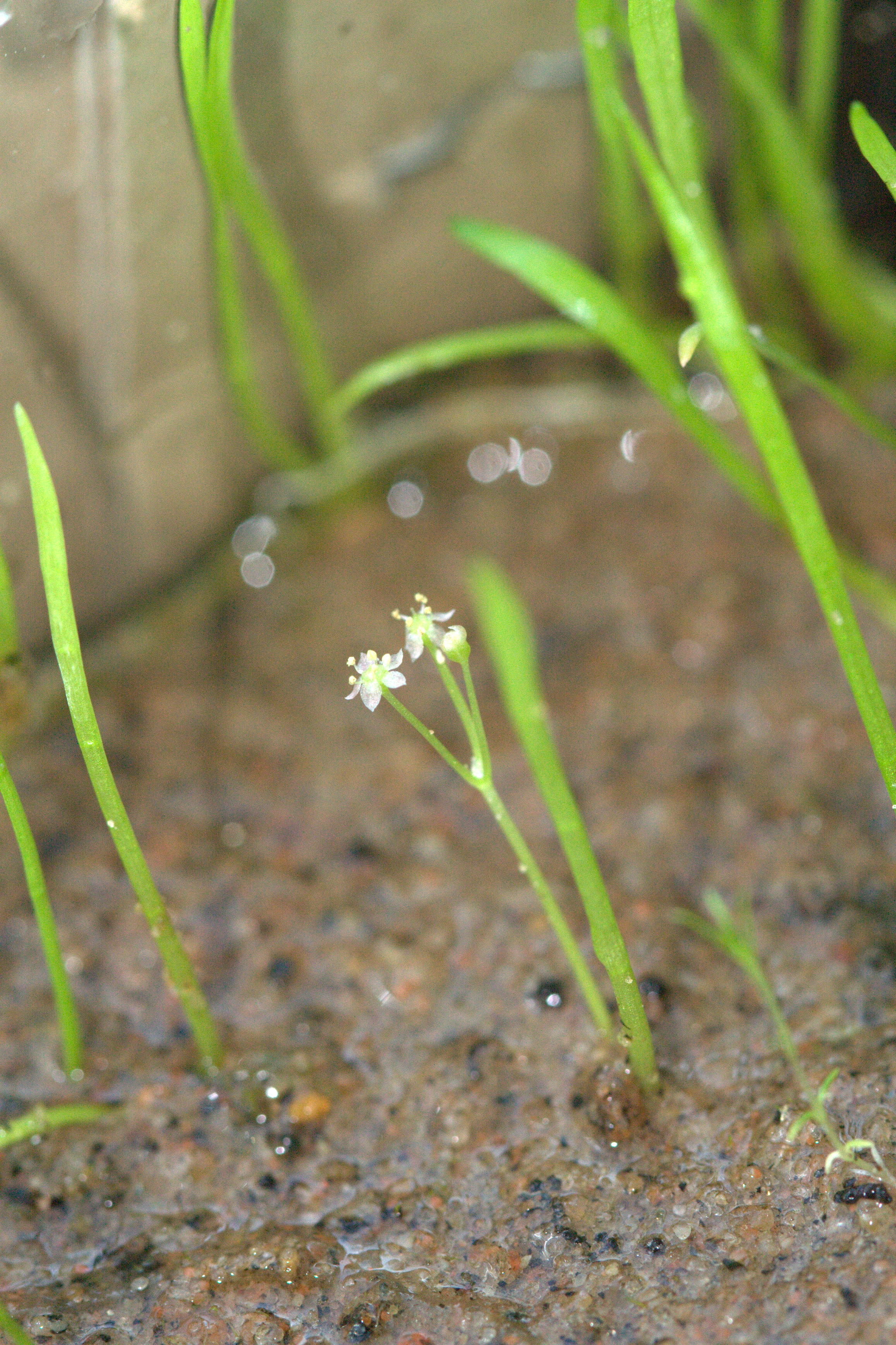